# Cinnoberbagge
Cinnoberbagge (Cucujus cinnaberinus) är en art av underordningen allätarbaggar, familjen plattbaggar. Vuxen är insekten ungefär 14 mm lång, platt och cinnoberröd. Larven är gulbrun och platt, med fyra utskott längst bak.
Arten förekommer i Europa, främst centraleuropa, dock ej i de sydliga och västra delarna. Den finns i Estland, Finland, Italien (fastlandet), Lettland, Litauen, Moldavien, Norge, Polen, Rumänien, Ryssland (europeiska delen), Slovakien, Slovenien, Sverige, Tjeckien, Tyskland, Ukraina, Ungern, Belarus och Österrike.
Arten är helt beroende av dött och multnande trä från större lövträd, som Quercus (ekar), Acer (lönnar), Populus (poppel/asp) och sällsynt Pinus (tallar). I sitt larvstadium lever cinnoberbaggen under barken på de döda träden där den äter larver av flugor och andra skalbaggar. 
Arten expanderar i centrala och östra Europa, mycket tack vare förfallande planteringar, men minskar i de omgivande delarna. Det största hotet är habitatförlust och habitatfragmentering.
Cinnoberbaggen är Upplands landskapsinsekt.